# Zamia lucayana
Zamia lucayana là một loài thực vật thuộc họ Zamiaceae. Đây là loài đặc hữu của Bahamas. Chúng hiện đang bị đe dọa vì mất môi trường sống.